# Appoigny
Appoigny est une commune française située dans le département de l'Yonne, en région Bourgogne-Franche-Comté. 

## Géographie

### Localisation
Appoigny est située à 10 km au nord - nord-ouest d'Auxerre, chef-lieu du département.

### Communes limitrophes

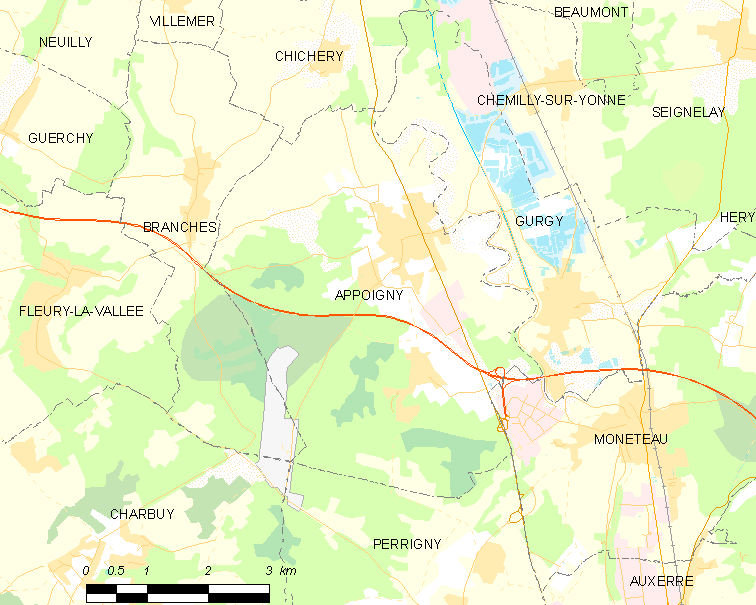
Carte de la commune d'Appoigny et des proches communes.

### Climat
Pour des articles plus généraux, voir Climat de la Bourgogne-Franche-Comté et Climat de l'Yonne.
En 2010, le climat de la commune est de type climat océanique dégradé des plaines du Centre et du Nord, selon une étude du Centre national de la recherche scientifique s'appuyant sur une série de données couvrant la période 1971-2000. En 2020, Météo-France publie une typologie des climats de la France métropolitaine dans laquelle la commune est exposée à un climat océanique altéré et est dans la région climatique Lorraine, plateau de Langres, Morvan, caractérisée par un hiver rude (1,5 °C), des vents modérés et des brouillards fréquents en automne et hiver.
Pour la période 1971-2000, la température annuelle moyenne est de 10,7 °C, avec une amplitude thermique annuelle de 15,8 °C. Le cumul annuel moyen de précipitations est de 708 mm, avec 11,2 jours de précipitations en janvier et 7,7 jours en juillet. Pour la période 1991-2020, la température moyenne annuelle observée sur la station météorologique de Météo-France la plus proche, « Aillant », sur la commune de Montholon à 13 km à vol d'oiseau, est de 11,5 °C et le cumul annuel moyen de précipitations est de 727,4 mm. 
La température maximale relevée sur cette station est de 42,7 °C, atteinte le 24 juillet 2019 ; la température minimale est de −23,5 °C, atteinte le 25 février 1986,,.
Les paramètres climatiques de la commune ont été estimés pour le milieu du siècle (2041-2070) selon différents scénarios d'émission de gaz à effet de serre à partir des nouvelles projections climatiques de référence DRIAS-2020. Ils sont consultables sur un site dédié publié par Météo-France en novembre 2022.

## Urbanisme

### Typologie
Au 1er janvier 2024, Appoigny est catégorisée bourg rural, selon la nouvelle grille communale de densité à sept niveaux définie par l'Insee en 2022.
Elle appartient à l'unité urbaine d'Appoigny, une unité urbaine monocommunale constituant une ville isolée,. Par ailleurs la commune fait partie de l'aire d'attraction d'Auxerre, dont elle est une commune de la couronne,. Cette aire, qui regroupe 104 communes, est catégorisée dans les aires de 50 000 à moins de 200 000 habitants,.

### Occupation des sols
L'occupation des sols de la commune, telle qu'elle ressort de la base de données européenne d’occupation biophysique des sols Corine Land Cover (CLC), est marquée par l'importance des forêts et milieux semi-naturels (45,7 % en 2018), une proportion sensiblement équivalente à celle de 1990 (45,6 %). La répartition détaillée en 2018 est la suivante : forêts (43,9 %), terres arables (25,6 %), zones agricoles hétérogènes (13 %), zones urbanisées (8,6 %), prairies (3,7 %), zones industrielles ou commerciales et réseaux de communication (3,3 %), milieux à végétation arbustive et/ou herbacée (1,8 %). L'évolution de l’occupation des sols de la commune et de ses infrastructures peut être observée sur les différentes représentations cartographiques du territoire : la carte de Cassini (XVIIIe siècle), la carte d'état-major (1820-1866) et les cartes ou photos aériennes de l'IGN pour la période actuelle (1950 à aujourd'hui).

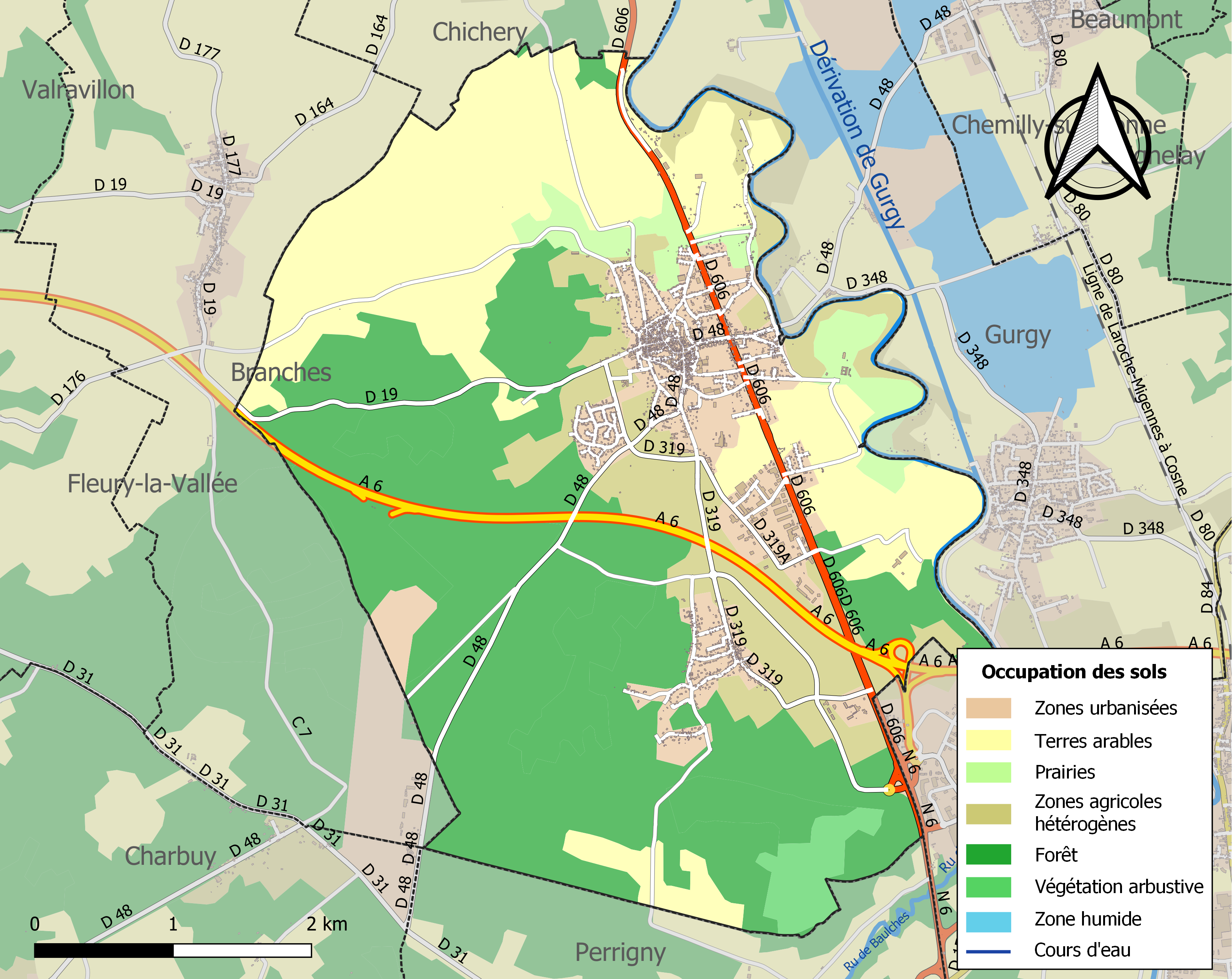
Carte des infrastructures et de l'occupation des sols de la commune en 2018 (CLC).

## Toponymie
Eponiacus, qui est à l’origine du vocable Appoigny, vient du nom de la villa gallo-romaine d’un fidèle de la déesse Épona. La villa devint, au fil du temps, le domaine des parents de saint Germain d'Auxerre : Rusticus et Germanilla ; à cette époque elle est appelée Espougny. En 1655 c'est Espuigney.

## Histoire
Par sa situation à la limite de la Bourgogne et de la Champagne, traversé par une importante voie romaine, Appoigny connut depuis ses origines l'existence mouvementée des cités de passage. Les Huns, les Francs, les Normands…, pillèrent le village à chacune de leurs « visites ».
Léguées à l'église d'Auxerre par saint Germain évêque d'Auxerre, les terres demeurèrent la propriété des évêques d'Auxerre de 448 à la Révolution française. En 596, le règlement de saint Aunaire, 18e évêque d'Auxerre (572-605), inclut Appoigny (Eppoigny) dans les trente principales paroisses du diocèse qu'ils soumet à un rota de prières.
Résidence habituelle des évêques d’Auxerre, le château de Régennes, détruit à différentes reprises, fut chaque fois rebâti somptueusement, une dernière fois par l’architecte d’Aviler (XVIIIe siècle).
Fin 1076 ou début 1077, Robert de Nevers (50e év. 1076-1084) repousse les Sénonais hors d'Appoigny, leur enlève leurs prisonniers et fait bâtir à Régennes une première forteresse. Son successeur Humbaud (51e év. 1087-1114) remet en état Appoigny qu'il fait aussi fortifier. Hugues de Noyers (XIIe siècle), et Guy de Mello (XIIIe siècle) firent fortifier le site de Régennes, entouré par une boucle de l'Yonne (il est vendu en 1791 et totalement rasé à cette époque).
Guillaume de Seignelay (XIIIe siècle) fit construire l’actuelle collégiale.
Au cours de son voyage à Reims en 1429, Jeanne d'Arc traversa l'Yonne au « gué de la Pucelle » (aujourd'hui parc communal).
L’activité agricole d’Appoigny était diversifiée et fournissait à la région céréales, vigne, fruits et légumes en abondance. La terre y était particulièrement fertile et le climat favorable, si bien qu’Appoigny fut considéré comme « le jardin d’Auxerre ».
En 1991, Claude Dunand, né le 3 décembre 1933 à Blois, est condamné à perpétuité pour proxénétisme et actes de barbarie, après la découverte en 1984 de deux jeunes filles séquestrées dans son pavillon d’Appoigny et torturées par plusieurs personnes extérieures. L’enquête n’a permis de découvrir qu'une seule autre victime et peu de clients ont été poursuivis. Il est libéré en 2001. Il meurt le 29 juillet 2021 à Mulhouse.
En 2008, Unilever ferme l'usine Amora-Maille d'Appoigny.

## Politique et administration
Appoigny fait partie de l'agglomération d'Auxerre, c'est une commune membre de la communauté de l'Auxerrois.

### Liste des maires
| Période      | Période      | Identité           | Étiquette | Qualité                                                                          |
| ------------ | ------------ | ------------------ | --------- | -------------------------------------------------------------------------------- |
| mai 1945     | octobre 1947 | Edmond Martial     |           |                                                                                  |
| octobre 1947 | mai 1953     | Léon Guyot         |           |                                                                                  |
| mai 1953     | octobre 1977 | Jules Voitier      | SFIO      | Ancien directeur de l'ERGM de Chemilly-sur-Yonne                                 |
| mars 1977    | mars 1989    | Jean Masse         | PS        |                                                                                  |
| mars 1989    | mars 2008    | Jacques Paclin     | DVD       |                                                                                  |
| mars 2008    | 2020         | Alain Staub        | DVD       | Cadre 1er vice-président de la CA de l'Auxerrois (2014 → )                       |
| 2020         | En cours     | Magloire Siopathis | DVD       | Directeur régional des lycées en Normandie, conseiller départemental depuis 2021 |

### Jumelages
Appoigny est jumelée avec  Freudenburg (Allemagne) depuis 1986, commune de 1 800 habitants située en Rhénanie-Palatinat à 30 km de la frontière française, entre Thionville et Trèves.
Le jumelage est l'occasion de rencontres entre les habitants, les jeunes et les associations, et de voyages de découverte des deux pays.

## Démographie
L'évolution du nombre d'habitants est connue à travers les recensements de la population effectués dans la commune depuis 1793. Pour les communes de moins de 10 000 habitants, une enquête de recensement portant sur toute la population est réalisée tous les cinq ans, les populations de référence des années intermédiaires étant quant à elles estimées par interpolation ou extrapolation. Pour la commune, le premier recensement exhaustif entrant dans le cadre du nouveau dispositif a été réalisé en 2006.

En 2022, la commune comptait 3 133 habitants, en évolution de −1,29 % par rapport à 2016 (Yonne : −1,95 %, France hors Mayotte : +2,11 %).
| 1793  | 1800  | 1806  | 1821  | 1831  | 1836  | 1841  | 1846  | 1851  |
| ----- | ----- | ----- | ----- | ----- | ----- | ----- | ----- | ----- |
| 1 085 | 1 422 | 1 400 | 1 340 | 1 620 | 1 632 | 1 705 | 1 774 | 1 922 |

| 1856  | 1861  | 1866  | 1872  | 1876  | 1881  | 1886  | 1891  | 1896  |
| ----- | ----- | ----- | ----- | ----- | ----- | ----- | ----- | ----- |
| 1 800 | 1 834 | 1 783 | 1 703 | 1 590 | 1 533 | 1 520 | 1 435 | 1 424 |

| 1901  | 1906  | 1911  | 1921  | 1926  | 1931  | 1936  | 1946  | 1954  |
| ----- | ----- | ----- | ----- | ----- | ----- | ----- | ----- | ----- |
| 1 332 | 1 320 | 1 239 | 1 154 | 1 156 | 1 163 | 1 122 | 1 184 | 1 254 |

| 1962  | 1968  | 1975  | 1982  | 1990  | 1999  | 2006  | 2011  | 2016  |
| ----- | ----- | ----- | ----- | ----- | ----- | ----- | ----- | ----- |
| 1 321 | 1 638 | 2 029 | 2 625 | 2 755 | 2 991 | 3 091 | 3 130 | 3 174 |

| 2021  | 2022  | - | - | - | - | - | - | - |
| ----- | ----- | - | - | - | - | - | - | - |
| 3 170 | 3 133 | - | - | - | - | - | - | - |

## Culture locale et patrimoine
Saint Fiacre, patron des maraîchers, est fêté chaque année à la fin du mois d'août par les Époniens durant trois jours. À cette occasion, le village est en fête : course cycliste, feu d'artifice, fête foraine, animation musicale… Cette tradition perdure depuis de très nombreuses années.
Appoigny bénéficie du label « ville fleurie » avec trois fleurs attribuées par le Conseil national des villes et villages fleuris de France au concours des villes et villages fleuris.

### Lieux et monuments

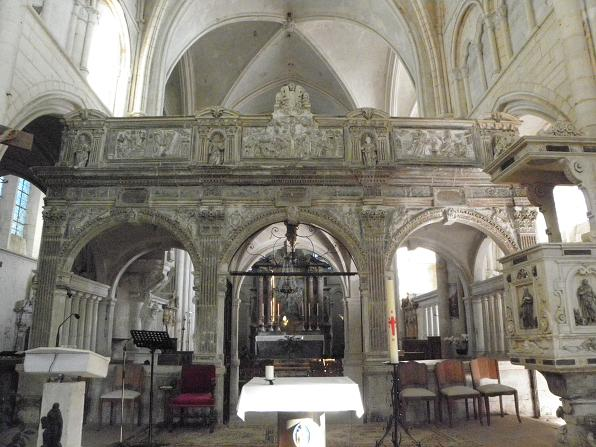
Le jubé.

- La collégiale Saint-Pierre d'Appoigny possède un des très rares jubés du département.

Au sujet du vocable de la Collégiale, voir le site des Amis de la Collégiale.

### Personnalités liées à la commune
- Saint Germain d'Auxerre est né à Appoigny (pagus d'Auxerre) vers 378 ap. J.-C.
- Émile-Bernard Donatien, cinéaste, décorateur et acteur français, y est décédé le 8 novembre 1955.
- Guy Roux fut l'un des conseillers municipaux d'Appoigny.
- Jean-Claude Hamel, ancien président de l'AJ Auxerre.
- Christian Flamand, auteur de bandes dessinées, y habite depuis 1980.
- Antoine Gavory journaliste et écrivain, y a vécu de 1983 à 1991.
- DJ Antoine y habite avec sa femme et ses enfants.
- Charles-Gabriel-Joseph Rosapelly, maire d'Appoigny.
- Famille Mocquot.